# ウィズアウト・リモース
『ウィズアウト・リモース』（Tom Clancy's Without Remorse）は、2021年のアメリカ合衆国のアクションスリラー映画。監督はステファノ・ソリマ、出演はマイケル・B・ジョーダンとジェイミー・ベルなど。原作はトム・クランシーの『容赦なく』。Amazonプライム・ビデオの独占配信であり、劇場公開は見送られた（後述）。
ジャック・ライアンシリーズに登場する架空の特殊部隊「レインボー」の設立に携わったジョン・クラークのオリジンストーリー。ジョン・ケリーがジョン・クラークになるまでの前日譚を描く。

## ストーリー
Navy SEALs（アメリカ海軍特殊部隊）のジョン・ケリーは、シリアのアレッポにてCIA（アメリカ中央情報局）の工作員を救出する任務を行った。シリア軍および支援を行うロシアのPMC（民間軍事会社）の猛攻をかいくぐり任務を終えた彼は軍を退役し、妊娠中の妻であるパムとともに幸せな生活を夢見る。
しかし、FSB（ロシア連邦保安庁）は作戦に関わったSEALs隊員への報復殺人を繰り返し、ケリーの家にも武装集団が襲いかかった。ケリーは1人を除いて武装集団を倒すが、パムは無惨にも射殺されてしまう。怒りと絶望に駆られたケリーは報復を決意し、上官のグリア少佐の情報を基に武装集団の手配をしていた元FSBのワシリエフを仕留め、パムを殺した男がヴィクトル・ルイコフなるFSB工作員であることを知る。
逮捕されたケリーはグリア少佐やクレイ国防長官の助力のもと、終了後再び服役することを条件にルイコフの捕縛作戦に参加することになる。グリア少佐や以前からの協力者だが信用ならないCIA工作員リターなどとともにロシアに渡る。
ケリーは、ついにルイコフに遭遇し銃を向ける。しかしルイコフは死の直前、妻の死と一連の事件にまつわる国家の陰謀を明らかにする。ルイコフはアメリカ政府勢力との二重スパイであり、アメリカの工作員であるケリー達をロシアで殺害することにより米露間の戦争を扇動しようと試みていた。
全てを知ったケリー達はスナイパーおよびロシア警察に急襲され、三つ巴の戦いに巻き込まれる。スナイパーを倒しロシア警察を退けたケリーは、数カ国での調査のすえアメリカに戻り一連の首謀者たるクレイ国防長官を尋問の末殺害。ケリーに同調したリターもその時の音声データをCIA上層部に提出する。
ケリーはその後、「ジョン・クラーク」と名を変え、多国籍特殊部隊「レインボー」の創設に関わることをリターに伝える。

## キャスト
※括弧内は日本語吹替
- ジョン・ケリー上級兵曹長 - マイケル・B・ジョーダン[1]（杉村憲司）
- ロバート・リター - ジェイミー・ベル[1]（田村真[4]）：CIA局員
- カレン・グリア少佐 - ジョディ・ターナー＝スミス[1]（森なな子）
- パメラ・ケリー - ローレン・ロンドン：ジョンの妻
- サンダー - ジャック・ケシー：部隊の仲間
- ローディ - ルーク・ミッチェル
- ハチェット - ジェイコブ・スキピオ：部隊の仲間
- ヴィクトル・ルイコフ - ブレッド・ゲルマン：FSBの殺し屋
- キース・ウェッブ - カム・ギガンデット
- ダラス - トッド・ラザンス：部隊の仲間
- ウェスト牧師 - コールマン・ドミンゴ
- トーマス・クレイ国防長官 - ガイ・ピアース（宮本充）
- サラ・ディラードCIA長官 - ルーシー・ラッセル
- アンドレ・ワシリエフ - メラーブ・ニニッゼ：元FSB

その他日本語吹き替え：浜田賢二／大下昌之／堀総士郎／斉藤梨絵／孫崎純／坂井恭子／村井雄治／俊藤光利／根本泰彦／高橋雛子／大平あひる／武隈史子／岡本幸輔／綿貫竜之介／奥田寛章／米田えん

## 製作
原作の『容赦なく』が1993年に刊行された後、1995年には最初の映画化が持ち上がった。サボイ・ピクチャーズ（Savoy Pictures）は250万ドルで映画化の権利を取り付け、ジョン・ミリアスが脚本をほぼ完了し、監督も行う計画もあった。サボイ・ピクチャーズは当初、主演のジョン・クラーク役としてキアヌ・リーブスに700万ドルでオファーしたが実現しなかった。しかしサボイ・ピクチャーズはジャック・ライアンシリーズの映画配給を行っていたパラマウント・ピクチャーズとの資金調達で難航し映画化を断念した。
それからもパラマウントは何度か「容赦なく」の映画化を試み、2012年にはクリストファー・マッカリーに脚本を依頼することが報じられた。主演はダークナイト ライジングでブレイクしたトム・ハーディを構想しており、さらに2014年に公開された『エージェント:ライアン』でライアンの師匠役トマス・ハーパーを演じたケビン・コスナーを、本作においてもクラークの師匠役としての起用を企画した。
しかし2018年、パラマウントは主演がマイケル・B・ジョーダンになり、さらに『容赦なく』と『レインボーシックス』の2部作で構成するむねを発表した。撮影は2019年12月に開始され、2020年9月18日に劇場公開を予定していた。しかし新型コロナウィルスの感染拡大で数度の延期をよぎなくされ、2021年、パラマウントは劇場公開を断念し、アマゾン・スタジオに配給権を売却した。

## 公開
当初はパラマウント映画より2020年9月18日に劇場公開される予定であった。しかし新型コロナウィルスの拡大で、同年10月2日に延期、さらに2021年2月26日と延期を繰り返し、最終的にはアマゾン・スタジオに配給権を売却しパラマウントは劇場公開を断念した。2021年4月30日にAmazonプライム・ビデオで独占配信された。

## 評価
本作に対する批評家からの評価は平凡なものに留まっている。映画批評集積サイトのRotten Tomatoesには148件のレビューがあり、批評家支持率は44%、観客による支持率は45%となっている。サイト側による批評家の見解の要約は「『ウィズアウト・リモース』はマイケル・B・ジョーダンの圧倒的なパフォーマンスにもかかわらず、時代遅れの愛国的な比喩と強制的なフランチャイズの設定から逃れることができていない」となっている。また、Metacriticには37件のレビューがあり加重平均値は42/100、ユーザースコアは3.8/10となっている。IGNは本作に10点満点で7点を与え、好意的に評価されている。